# Adolfo Cartisano
Adolfo Cartisano detto Lollò (Bovalino, 9 maggio 1936 – Bovalino, 22 luglio 1993) è stato un fotografo italiano.
Nel 1993 venne sequestrato a scopo estorsivo dalla 'ndrangheta, ma, nonostante il pagamento di un riscatto, non venne mai liberato. Solo nel 2003, grazie a una lettera anonima, il suo cadavere viene ritrovato. Il suo è stato l'ultimo sequestro della 'ndrangheta, che in seguito si concentra sul traffico di stupefacenti.

## Il rapimento
Adolfo Cartisano viene rapito il 22 luglio 1993 davanti alla sua casa al mare a Bovalino. I sequestratori sorprendono Cartisano e la moglie Mimma in macchina. La moglie viene stordita con un colpo in fronte e abbandonata, mentre il marito viene sequestrato. Nonostante il pagamento di un riscatto, il fotografo non viene riconsegnato alla famiglia. La famiglia decide allora di mobilitarsi e di far sentire la propria voce, scendendo più volte in piazza. Il clamore porta per la prima volta la Commissione parlamentare Antimafia a recarsi a Bovalino, dove i sequestri della 'ndrangheta a scopo estorsivo erano stati già 18.
Dopo pochi mesi dal rapimento vengono arrestati i sequestratori, ma non si riuscirà mai ad arrivare ai carcerieri.

## Il ritrovamento
Dopo i molteplici appelli della famiglia e le lettere scritte annualmente dalla figlia Deborah, nel 2003 giunge alla famiglia la lettera anonima di un carceriere che si dichiara pentito e implora il perdono della famiglia. Il carceriere indica il punto, fra Bovalino e San Luca, dove è sepolto il corpo di Lollò e imputa la sua morte ad un incidente di percorso. Il medico legale, infatti, dichiara come causa della morte un colpo alla nuca, causato da una caduta o da un colpo mal inferto.
La famiglia risponde al pentito con una lettera aperta, come da lui richiesto, concedendogli il proprio personale perdono, ma chiedendogli di consegnarsi alla giustizia. La vicenda non ebbe seguito, ma gli avvocati dei condannati per il sequestro Cartisano dichiararono che poteva trattarsi della confessione di una persona in punto di morte.
I funerali di Lollò Cartisano si sono svolti a Bovalino il 3 agosto 2003.